# Dietrich Eckart
Dietrich Eckart ([ˈƐkaʁt]; 23. března 1868, Neumarkt in der Oberpfalz – 26. prosince 1923, Berchtesgaden) byl německý antisemitský národovecký básník, dramatik, novinář, publicista a politický aktivista. Byl jedním ze zakladatelů Německé dělnické strany, předchůdkyně NSDAP, a měl v prvních letech existence nacistické strany klíčový vliv na Adolfa Hitlera. Byl šéfredaktorem stranických novin Völkischer Beobachter a textařem první stranické hymny Sturmlied („Útočná píseň“). Byl též účastníkem neúspěšného pivního puče v roce 1923. Zemřel 26. prosince téhož roku, krátce po svém propuštění z věznice v Landsbergu, na infarkt zřejmě podnícený alkoholismem a závislostí na morfiu. Byl pohřben v Berchtesgadenu.
V nacistickém Německu byl Eckart oficiálně vydáván za významného myslitele a Hitlerem uznáván za duchovního spoluzakladatele nacismu a „vůdčí světlo raného národně socialistického hnutí“.